# 6399 Харада
6399 Харада (6399 Harada) — астероїд головного поясу, відкритий 3 квітня 1991 року.
Тіссеранів параметр щодо Юпітера — 3,485.